# Liste der Monuments historiques in Villeneuve-les-Bordes
Die Liste der Monuments historiques in Villeneuve-les-Bordes führt die Monuments historiques in der französischen Gemeinde Villeneuve-les-Bordes auf.

## Liste der Bauwerke
| Bezeichnung      | Beschreibung | Standort | Kennzeichnung | Schutzstatus | Datum | Bild           |
| ---------------- | ------------ | -------- | ------------- | ------------ | ----- | -------------- |
| Kirche St-Blaise |              | (Lage)   | PA00087325    | Inscrit      | 1926  | weitere Bilder |

## Liste der Objekte
Zum Verständnis siehe: Kirchenausstattung
- Monuments historiques (Objekte) in Villeneuve-les-Bordes in der Base Palissy des französischen Kultusministeriums